# Leucania xanthosticha
Leucania xanthosticha là một loài bướm đêm trong họ Noctuidae.